# 科斯蒂克·奥拉鲁
科斯蒂克·奥拉鲁（羅馬尼亞語：Costică Olaru，1960年8月1日—），罗马尼亚男子皮划艇运动员。他曾代表罗马尼亚参加1984年夏季奥林匹克运动会皮划艇比赛，获得男子单人划艇500米铜牌。